# Bronwen Wallace
Bronwen Wallace, née en 1945 et décédée en 1989, est une poète, nouvelliste, essayiste et activiste canadienne.

## Biographie
Bronwen Wallace est née en 1945 et décédée d'un cancer en 1989,. Elle poursuit ses études à l'Université Queen's à Kingston en Ontario, là où elle réside la majeure partie de sa vie.
« Elle est considérée comme l'un des écrivains les plus importants de la littérature canadienne ». Militante pour les droits des femmes, les droits civils et les politiques sociales, Wallace fonde une librairie pour femmes en plus d'être travailleuse communautaire, enseignante et journaliste.
Dans ses recueils de poésie, elle témoigne des effets de la mémoire sur nos « vies cachées ». Dans Si c'est ça l'amour et autres nouvelles, traduit de l'anglais par René-Daniel Dubois, Wallace présente des moments critiques de la vie de plusieurs « femmes dans la quarantaine, mères d’adolescents récalcitrants, souvent divorcées, menant une existence terne dans de petites villes de banlieue »,.
Elle fait paraitre plusieurs titres dont Marrying Into the Family (Oberon Presse, 1980), Common magic (Oberon Presse, 1985), The Stubborn Particulars of Grace (McClelland & Stewart Inc., 1989) ainsi que Keep that Candle Burning Bright, and other poems (Coach House Presse, 1991). Isabelle Miron, en collaboration avec Éric Bergeron, traduit en français une sélection d'écrits de Wallace, lesquels sont publiés en 2016 aux Éditions du Noroît sous le titre de Lieu des origines.
Comme essayiste, Bronwen Wallace publie notamment The Exploitation of Experience: Some thoughts on the study of literature (Hogtown Press, 1971) ainsi que Arguments With the World: Essays, un essai édité par Joanne Page (Quarry Press, 1992). Elle fait également paraitre, en collaboration avec Erin Moure, Two Women Talking : Correspondence 1985-1987, une conversation qui gravite autour des théories féministes.
Elle collabore également avec Chris Whynot à la production de deux films documentaires : All You Have to Do (1982), témoignant de la lutte d'une personne aux prises avec la maladie de Hodgkin, et That's Why I'm Talking, dressant le portrait de quatre poètes canadiens contemporains.
En son honneur, on fonde le Prix Bronwen Wallace pour les écrivains émergents (RBC Bronwen Wallace Award for Emerging Writers), un prix pour jeunes auteurs de moins de 35 ans.
Wallace est récipiendaire des prix National Magazine, Pat Lowther, Du Maurier ainsi que du prix du Commonwealth, au Royaume-Uni.

## Œuvres

### Poésie

#### Français
- Lieu des origines, de Bronwen Wallace, poèmes choisis, traduits et présentés par Isabelle Miron avec la collaboration d'Éric Bergeron et avec une postface d'Érin Moure, Montréal, Éditions du Noroît, 2016, 93 p. (ISBN 9782897660369)

#### Anglais
- Marrying Into the Family, Ottawa, Oberon Presse, 1980, 53 p. (ISBN 0887509444 et 9780887509445)
- Signs of the former Tenant, Ottawa, Oberon Presse, 1983, n.p. (ISBN 9780887504839)
- Common magic, Ottawa, Oberon Presse, 1985, 87 p. (ISBN 978-0887505706)
- The Stubborn Particulars of Grace, Toronto, McClelland & Stewart Inc., 1989, 112 p. (ISBN 9780771087905)
- Keep that Candle Burning Bright, and other poems. Toronto, Coach House Presse, 1991, 57 p. (ISBN 9780889104242)
- Collected poems of Bronwen Wallace, édité par Carolyn Smart, Montréal, McGill-Queen's University Press, 2020, 371 p. (ISBN 9780228001874)

### Nouvelles

#### Français
- Si c'est ça l'amour et autres nouvelles, de Bronwen Wallace, traduit de l'anglais par René-Daniel Dubois, Montréal, Les Allusifs, 257 p. (ISBN 9782923682600)

#### Anglais
- People you'd trust your life to, Toronto, McClelland & Stewart, 1990, 193 p. (ISBN 9780771087929)

### Essais

#### Anglais
- The Exploitation of Experience: Some thoughts on the study of literature, Toronto, Hogtown Press, 1971, n.p.
- Particular arguments : a special issue on Bronwen Wallace, en collaboration avec Eric Savoy et Susan Rudy Dorscht, London, s.n., 1991, 134 p. (ISBN 9781550820409)
- Arguments With the World: Essays, édité par Joanne Page, Kingston, Quarry Press, 1992, 232 p. (ISBN 9781550820409)

### Correspondance

#### Anglais
- Two Women Talking: Correspondence, 1985-1987, en collaboration avec Erin Mouré, Ottawa, Feminist Caucus of the League of Canadian Poets, 1993, 93 p.  (ISBN 978-0969032779)

## Prix et honneurs
- Récipiendaire : Prix National Magazine
- Récipiendaire : Prix Pat Lowther
- Récipiendaire : Prix Du Maurier
- Récipiendaire : Prix du Commonwealth, au Royaume-Uni